# Liam Mellows

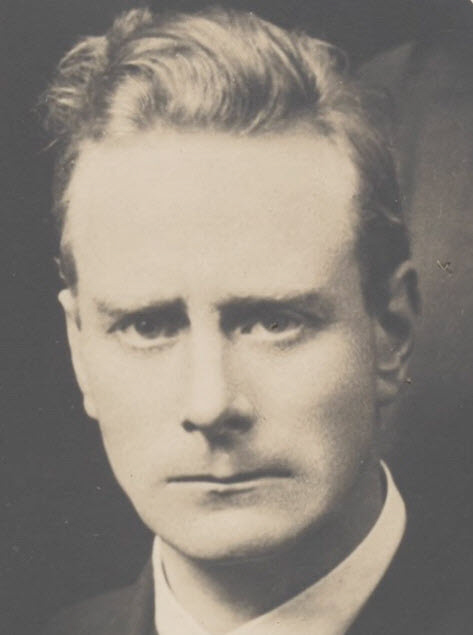
Liam Mellows

William Joseph Mellows (irisch Liam Ó Maoilíosa; * 25. Mai 1892 in Ashton-under-Lyne, Lancashire, England; † 8. Dezember 1922 in Dublin, Irland) war ein irischer Revolutionär, Republikaner und Politiker.

## Leben

### 1892–1911: Kindheit und Jugend
Liam Mellows wurde in der Hartshead Militärkaserne im nordenglischen Ashton-under-Lyne als Sohn des britischen Soldaten William Joseph Mellows und seiner Frau Sarah Mellows, geb. Jordan, geboren. Er war das dritte von sechs Kindern (vier Söhne, zwei Töchter) der Familie.
Die Großeltern väterlicherseits, Sergeant John Mellows und Catherine Larkin, stammten aus dem irischen County Kilkenny, die mütterliche Familie stammte aus Castletown im County Wexford. 1895 zog die Familie nach Fairview in Dublin um, als der Vater dorthin versetzt wurde.
Aus gesundheitlichen Gründen lebte Mellows jedoch noch bis 1898 bei den Großeltern in Wexford, bis die Familie nach Cork übersiedelte. Anschließend zogen sie zurück nach Dublin, wo der Vater 1904 pensioniert wurde.
Liam ging in Cork auf die Militärschule in der Victoria-Kaserne, in Dublin auf die Garnisonsschule im Stadtteil Portobello und auf die Royal Hibernian Military School. Der Vater hatte sich gewünscht, dass er in die Armee eintreten würde, aber Mellows verließ die Schule 1907, um als Verkäufer in den Junior Army and Navy Stores und später bei Goodbodies zu arbeiten.

### 1911–1916: Eintritt in revolutionäre Kreise
1911 rekrutierte Thomas Clarke ihn für die Fianna Éireann, die republikanischen Pfadfinder. Im April 1912 schwor er den Eid der Irish Republican Brotherhood und wurde zudem Mitglied der gerade gegründeten Irish Volunteers. Mellows wurde in die Ideen des Sozialismus eingeführt, als er im Haus der Gräfin Markiewicz den Gründer der Socialist Labour Party und Gewerkschaftsführer James Connolly kennen lernte, der ihn sehr beeindruckte.
Im Sommer 1913 kündigte er bei seinem Arbeitgeber, um eine Vollzeitstelle als Organisator bei der Fianna anzunehmen, die von Roger Casement finanziert wurde. Er verbrachte die meiste Zeit des Jahres 1913 damit, durch Irland zu reisen, um örtliche Fianna-Gruppen zu organisieren.
Der enge Kontakt zu James Connolly führte dazu, dass Mellows während der Aussperrung 1913 zwei flüchtigen Gewerkschaftern half, sich in Wexford bei Robert Brennan zu verstecken.
Im November 1913 wurde er zum Repräsentanten und später zum Sekretär des provisorischen Komitees der IRB ernannt.
Als 1914 der Erste Weltkrieg ausbrach, spalteten sich die Irish Volunteers. Ein Teil der Mitglieder wollte nicht länger auf einen möglichen Aufstand warten und trat stattdessen in die Britische Armee ein. Mellows blieb in dieser Zeit erster Ansprechpartner für die verbliebenen Mitglieder, die weiterhin für Irland kämpfen wollten, und rekrutierte weiterhin junge Männer, die sich für Führungsaufgaben bei den Irish Volunteers interessierten.
Im Zuge des Defence of the Realm Acts, dem Kriegsnotstandsgesetz, das die Briten im Ersten Weltkrieg ausgerufen hatten, wurde ihm befohlen, Irland zu verlassen. Mellows kam dem nicht nach und wurde daraufhin gemeinsam mit Ernest Blythe im Mountjoy Prison in Dublin inhaftiert. In Mountjoy schloss er Freundschaft mit Sean MacDermott. Mellows wurde drei Monate später aus dem Gefängnis entlassen und kehrte nach Athenry zurück, um dort erneut verhaftet und im März 1916 nach Leek im englischen Staffordshire deportiert zu werden.

### 1916–1920:  Osteraufstand und irisch-amerikanische Aktivitäten
Mellows kehrte kurz vor Ostern 1916 heimlich, als Priester verkleidet, nach Irland zurück und führte im Rahmen des Osteraufstands die rund 700 Mann der Western Division der Irish Volunteers an, die im County Galway Polizeistationen der Royal Irish Constabulary in Oranmore und Clarinbridge angriff, und Athenry kurzzeitig unter ihre Kontrolle bekam. Die Einheiten waren aber zu schlecht bewaffnet und ausgerüstet, so dass sie sich innerhalb einer Woche auflösten, als britische Truppen nach Galway geschickt wurden. (Einige Quellen berichten, dass auch der Leichte Kreuzer Gloucester zur Unterstützung in den Westen entsandt worden sei, was jedoch unwahrscheinlich ist, da sich das Schiff zu dieser Zeit eigentlich im Mittelmeer aufhielt.)
Nachdem der Aufstand in Dublin niedergeschlagen worden war, begab er sich auf die Flucht, versteckte sich einige Monate im County Clare, bevor er sich, diesmal als Nonne verkleidet, nach Liverpool und weiter nach New York durchschlug. Dort arbeitete er für die Zeitung von John Devoy, der Gaelic American, und schrieb Artikel über die Fianna und den Osteraufstand.
Als er im Oktober 1917 versuchte, nach Deutschland zu gelangen, um Waffen zu kaufen, wurde er zusammen mit Pat McCartan verhaftet. Er verbrachte einige Wochen im damals berüchtigten Tombs Prison im Armenviertel Five Points in Manhattan, bevor er Anfang 1918 gegen Kaution freigelassen und im Mai 1919 mit einer Geldstrafe von 250 Dollar belegt wurde.
Im Zuge der schismatischen Entwicklung unter irisch-amerikanischen Nationalisten wandte sich Mellows von Devoy ab, dem er, wegen dessen Haltung zur Kriegsbeteiligung der USA auf Seiten Englands, nicht mehr vertraute. Stattdessen beteiligte er sich 1918 an der erfolgreichen Kampagne, den Einzug irischer Bürger in die US-Streitkräfte zu verhindern. Anschließend begleitete er Hanna Sheehy-Skeffington, Mitglied der paramilitärischen Frauenorganisation Cumann na mBan, auf einem Großteil ihrer Lesungsreise. Nachdem er die Spanische Grippe überlebt hatte, wurde er zwischen 1919 und 1920 ein unverzichtbarer Organisator der Aktivitäten Éamon de Valeras in den USA. Er versuchte auch weiterhin, Waffen für die IRA zu beschaffen, die sich inzwischen im Krieg mit den Truppen der britischen Regierung befand. Hierfür sammelte er als Treuhänder für „externe Darlehen“ Geld in Amerika. Im Oktober 1920 kehrte Mellows nach Irland zurück.

### 1920–1922: Parlamentsmitglied und Anglo-Irischer Vertrag
Mellows war während seiner Abwesenheit 1918 für die Wahlkreise Galway East und Meath ins britische Unterhaus gewählt worden. Die Sinn Féin hatte jedoch 1919 beschlossen, die gewählten Mitglieder in ein eigenes, irisches Parlament zu entsenden, den Dáil Éireann.
Mellows wurde im Hauptquartier der IRA zum Direktor für Waffenkäufe ernannt und arbeitete hier mit Robert Briscoe zusammen. Bei dieser Aufgabe geriet er zwischen die internen Fronten von Michael Collins und Cathal Brugha, die beide um die Führung der IRA stritten. Der Konflikt der beiden trat auch beim Richtungsstreit über den Anglo-Irischen Vertrag zutage. Der mit den Briten ausgehandelte Vertrag sah vor, dass fünf-sechstel von Irland als Irischer Freistaat zu einem eigenständigen Herrschaftsgebiet innerhalb des British Empire werden sollten, während die anderen sechs Grafschaften als „Nordirland“ beim Vereinigten Königreich verblieben. Collins befürwortete diese Regelung, Brugha nicht. Er wollte die Freiheit für ganz Irland, wie auch de Valera und Mellows.
Sein Hauptargument war, dass die Irische Republik bereits Ostern 1916 ausgerufen worden war und seitdem bestand – daher hielt er einen Vertrag für unnötig, ja sogar für einen Betrug an der Republik. Mellows wurde 1921 für Galway erneut ins Parlament gewählt und wandte sich im Dáil in mehreren Reden weiterhin leidenschaftlich gegen den Vertrag, weil es – nach eigenen Worten – in dem Kampf um mehr als die „Fleischtöpfe des Empire“ gegangen sei.
Als der Vertrag am 6. Dezember 1921 in London unterzeichnet worden war, sollte eine unter Ausschluss der Öffentlichkeit tagende Konferenz von neun Parlamentsabgeordneten („TDs“) noch am 5. Januar 1922 versuchen, einen Kompromiss zwischen den verfeindeten Lagern zu finden. Der Versuch scheiterte, vor allem wegen Mellows unerbittlichen Widerstands. Als der Vertrag am 7. Januar 1922 mit einer Mehrheit von 64 zu 57 Stimmen vom Dáil ratifiziert wurde, war der Irische Unabhängigkeitskrieg beendet und der Irische Bürgerkrieg begann.

### 1922: Irischer Bürgerkrieg und Tod
Die alte IRA zerbrach im Streit zwischen Vertragsgegnern und -befürwortern. Während auf der einen Seite die Irish Defence Forces als reguläre Armee der Republik unter ihrem Befehlshaber Michael Collins gegründet wurde, wurde Mellows auf gegnerischer Seite im April 1922 in die Führungsspitze der „Anti-treaty IRA“ gewählt. Das Land steuerte auf einen Bürgerkrieg zu. In der Sitzung des Dáil am 28. April 1922 sagte Liam Mellows:

„There would no question of civil war here now were it not for the undermining of the Republic. The Republic has been deserted by those who state they still intend to work for a Republic. The Volunteers can have very little faith at this moment in the Government that assembles here, because all they can see in it is a chameleon Government. One moment, when they look at it, it is the green, white and orange of the Republic, and at another moment, when they look at it, it is the red, white and blue of the British Empire. We in the Army, who have taken this step, have been termed ‚mutineers‘, ‚irregulars‘, and so forth. We are not mutineers, because we have remained loyal to our trust. We are not mutineers except against the British Government in this country. We may be ‚irregular‘ in the sense that funds are not forthcoming to maintain us, but we were always like that and it is no disgrace to be called ‚irregulars‘ in that sense.“

„Es gäbe hier gar nicht die Frage eines Bürgerkrieges, wenn es nicht um die Aushöhlung der Republik ginge. Die Republik ist von jenen im Stich gelassen worden, die nur behaupten, sie wollten immer noch für eine Republik arbeiten. Die Volunteers können momentan nur wenig Vertrauen in die Regierung haben, die sich hier versammelt, denn alles, was sie in ihr sehen, ist eine Chamäleon-Regierung. Wenn sie einen Moment hinsehen, ist es das Grün, Weiß und Orange der Republik, und im nächsten Moment ist es das Rot, Weiß und Blau des Britischen Empires. Wir in der Armee, die diesen Schritt gegangen sind, sind als ‚Meuterer‘, als ‚irregulär‘ und so weiter bezeichnet worden. Wir sind keine Meuterer, denn wir sind unseren Zielen treu geblieben. Wir sind keine Meuterer, außer gegen die Britische Regierung in diesem Land. Wir sind vielleicht ‚irregulär‘ in dem Sinne, dass wir keine Regierungsgelder erhalten, aber so waren wir immer und es ist keine Schande, in diesem Sinne als ‚irregulär‘ bezeichnet zu werden.“

Mellows war einer der Anführer, die in der folgenden Schlacht um Dublin mit ihrer IRA-Garnison die Four Courts besetzt und sich dort verschanzt hatten. Als sich die Garnison im Juni 1922 unter den Angriffen der Irish Defence Forces ergab, wurde er in Mountjoy inhaftiert. Während seiner sechsmonatigen Haftzeit wurde er zum Verteidigungsminister in der von den Vertragsgegnern unter Éamon de Valera gebildeten Gegenregierung ernannt und begann ein sozialistisches Programm für ein unabhängiges Irland auszuarbeiten, von denen später einige Auszüge unter dem Titel Notes from Mountjoy veröffentlicht werden sollten.
Am 7. Dezember wurde Sean Hales, ein Mitglied der Irish Defence Forces und des Dáil, von der IRA erschossen. Ein weiterer Dáil-Abgeordneter, Patrick O’Malley, wurde verwundet. Als Vergeltungsmaßnahme wählte die Regierung vier führende IRA-Angehörige aus, die ohne Prozess hingerichtet werden sollten: Rory O’Connor, Joseph McKelvey, Richard Barrett und Liam Mellows. Am Morgen des 8. Dezember 1922 wurde er in Mountjoy von einem Exekutionskommando erschossen.
Er wurde in Castletown, Co. Wexford begraben.

## Nachwirkung
Nach Liam Mellows sind die Mellows Bridge in Dublin, die Mellows Avenue in Arklow und der Liam Mellows Park in Wexford benannt. Statuen von Liam Mellows stehen in Oranmore und am Eyre Square in Galway. Die Renmore Kaserne in Galway wurde 1954 in Dún Uí Mhaoilíosa umbenannt. Zwei Hurling-Clubs, einer in Galway und einer in Wexford, haben sich nach Liam Mellows benannt.

## Fotogalerie

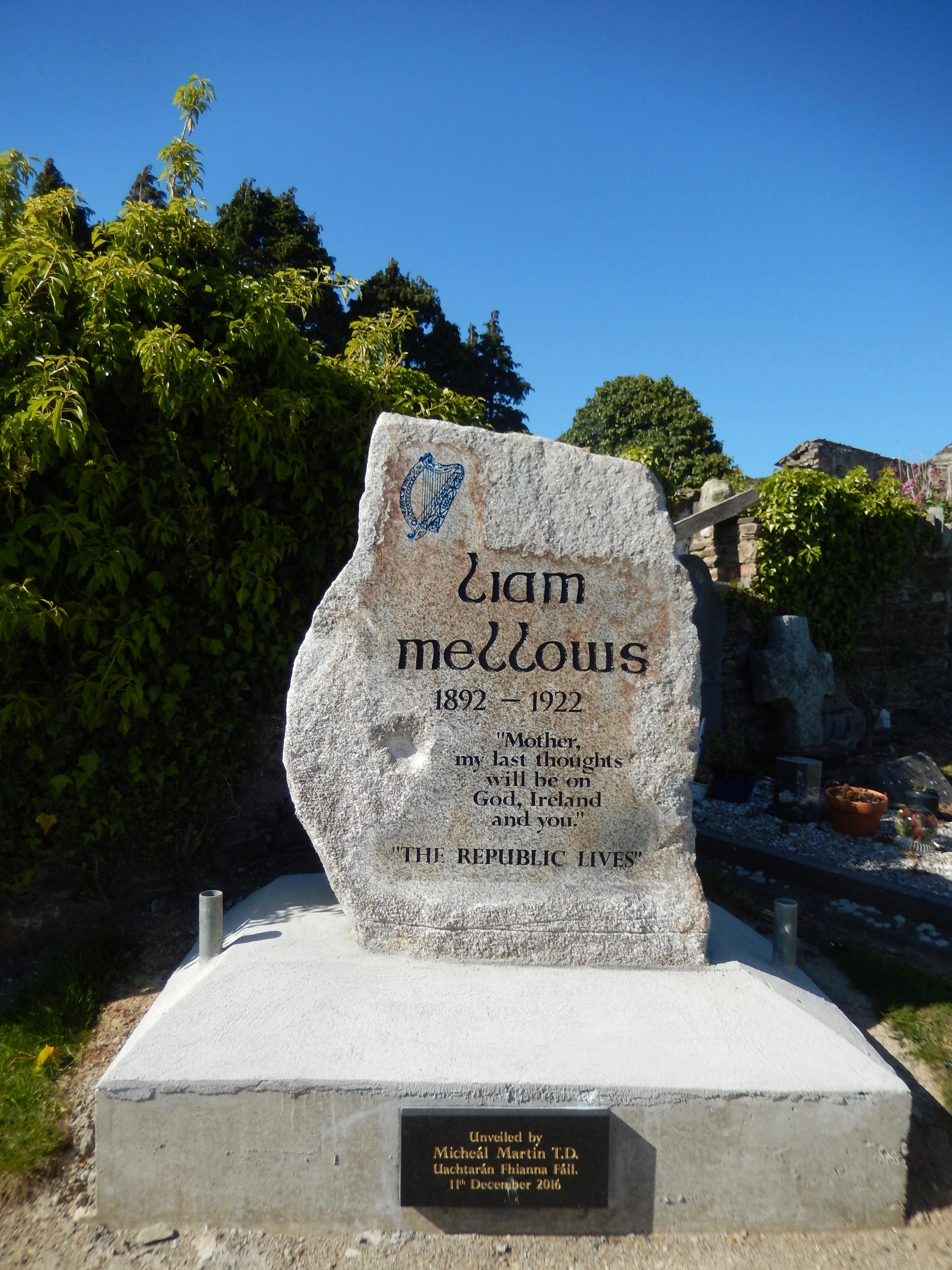
Grab in Castletown, Co. Wexford
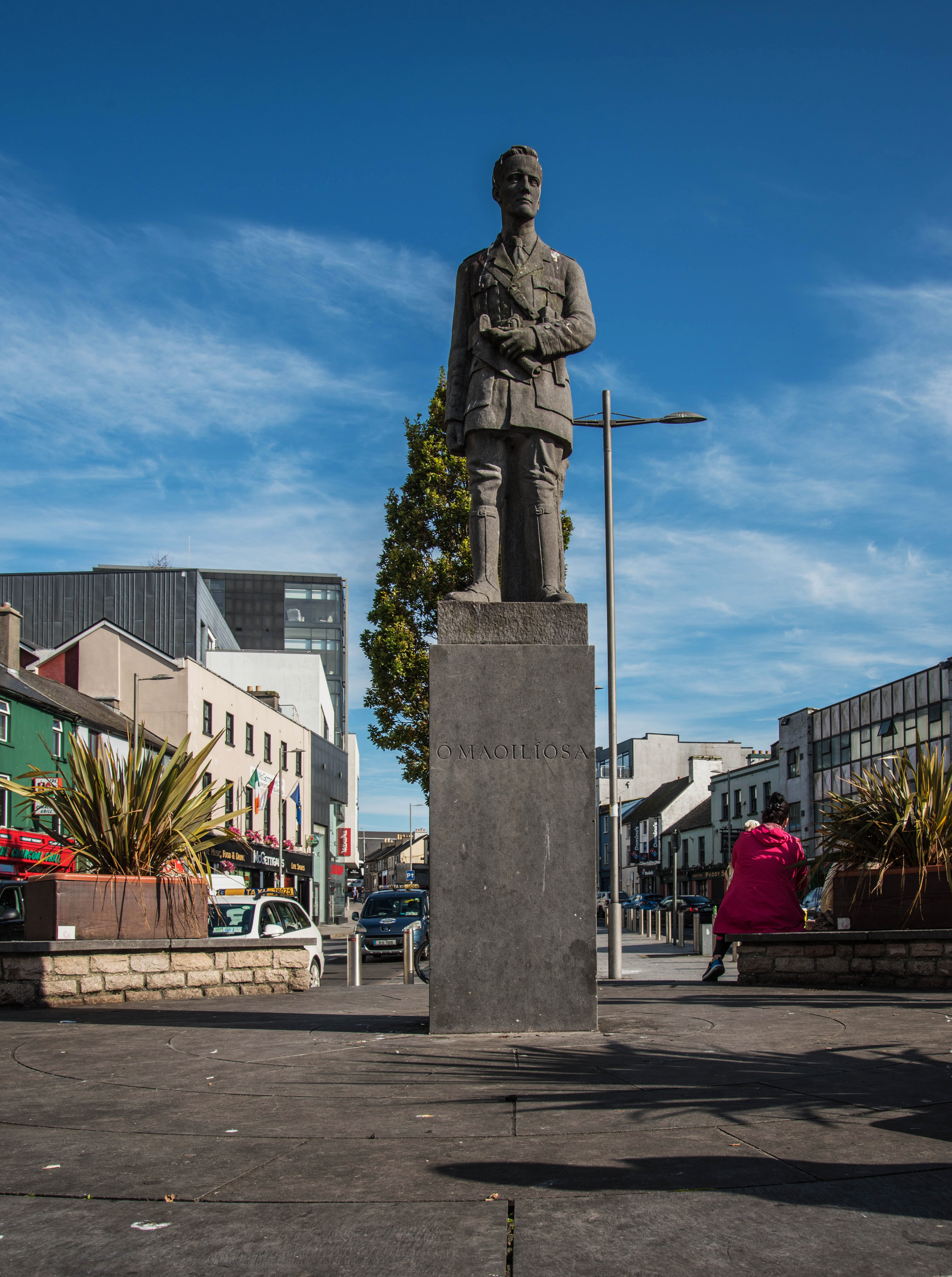
Liam Mellows Monument in Galway
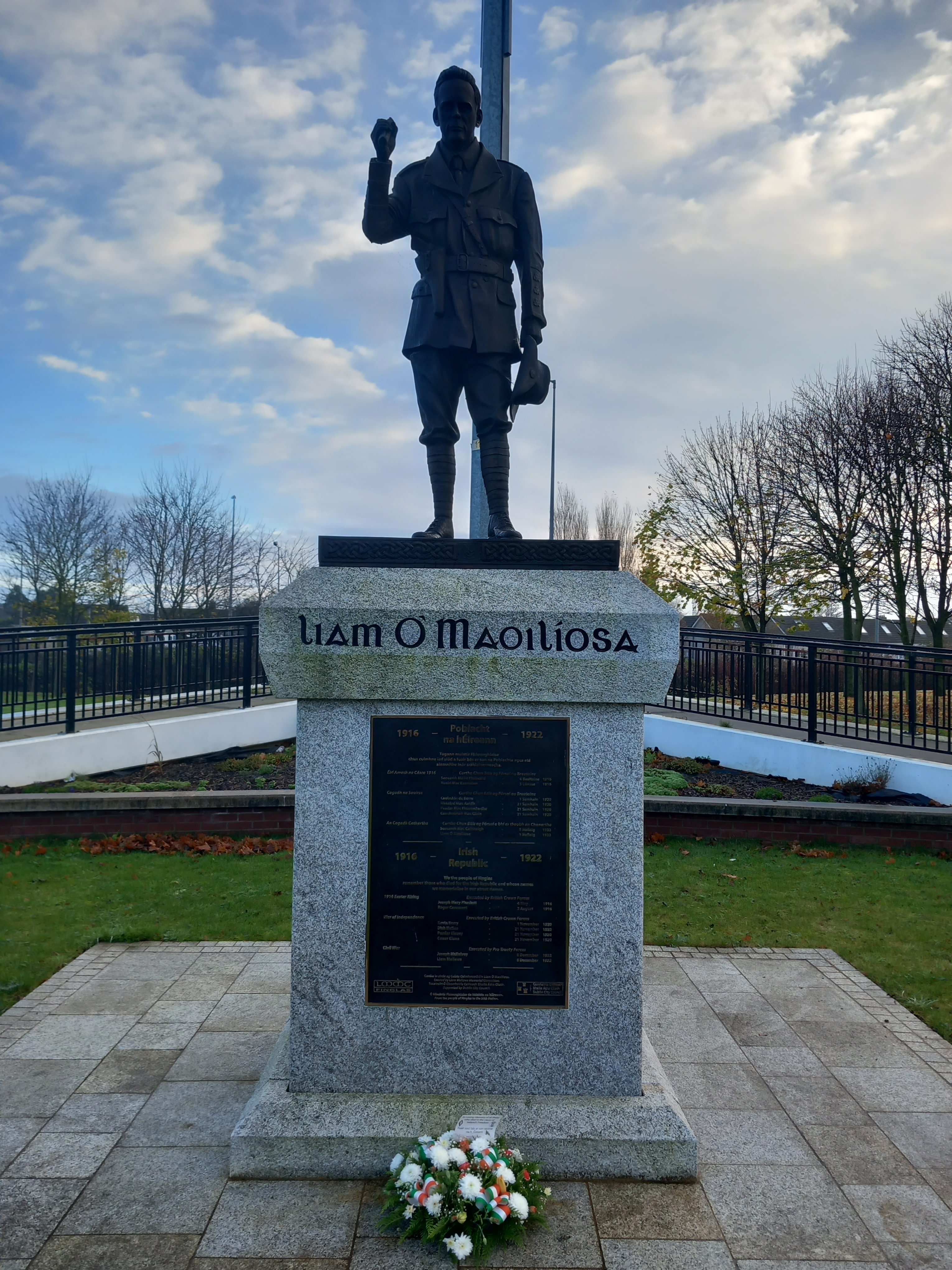
Liam Mellows Monument in Finglas